# البنك العربي الإفريقي الدولي
البنك العربي الأفريقى الدولي بنك تجاري مقره القاهرة، تأسس سنة 1964 بقانون خاص مناصفة بين البنك المركزي المصري وهيئة الإستثمار التابعة للحكومة الكويتية.
للبنك فروع في الإمارات العربية المتحدة ولبنان.

## الشركات التابعة
تتبع البنك العربي الأفريقى الدولي شركات هي:
1. شركة العربي الأفريقى لتداول الأوراق المالية.
2. شركة العربي الأفريقى لأدارة الأستثمارات.
3. شركة العربي الأفريقى القابضه للأستثمار.